# محمد الوفا
محمد الوفا (1948 – 2020)، سياسي ودبلوماسي مغربي، شغل منصب وزير التربية الوطنية في حكومة بنكيران بين 3 يناير 2012 – 10 أكتوبر 2013. قرر حزب الاستقلال توقيفه من مهامه الحزبية في يوليو 2013، «لعدم خضوعه لقرار الحزب» تحت قيادة حميد شباط القاضي بتقديم جميع وزراء الحزب لاستقالتهم. شغل منصب وزير منتدب مكلف بالشؤون العامة والحكامة في حكومة بنكيران الثانية.

## مسيرته
بعد حصوله على الإجازة في العلوم الاقتصادية في كلية الحقوق التابعة لجامعة محمد الخامس في الرباط، حصل الوفا على دبلوم الدراسات العليا في العلوم الاقتصادية (باريس)، ثم دبلوم السلك الثالث بمعهد التنمية الاقتصادية بباريس.
وفي سنة 1976، شغل الوفا منصب أستاذ مساعد بكلية الحقوق بالرباط.

### مسيرته السياسية
انتخب نائبا برلمانيا بين 1977 و1997، وترأس ما بين 1983 و 1992 المجلس البلدي لمراكش، وكان عضو في اللجنة التنفيذية لحزب الاستقلال منذ سنة 1982. وتولّى الوفا أيضا منصب الكاتب العام للشبيبة الاستقلالية ما بين 1976 و 1984 كما ترأّس الاتحاد العام لطلبة المغرب. وشغل الوفا ما بين 2000 و 2004 منصب سفير المغرب بالهند، قبل أن يُعيَّن سفيرا في إيران سنة 2006، ثم سفيرا للمملكة في البرازيل.
وبعد انتخابات المغرب سنة 2011 عُيّن رسميا في 3 يناير 2012 على رأس وزارة التربية والتعليم في حكومة بنكيران ممثلا لحزب الاستقلال، تحت رئاسة عباس الفاسي، في تحالف حكومي. وفي يوليو 2013 قررت الأمانة العامة لحزب الاستقلال، وهي تحت قيادة حميد شباط، توقيف محمد الوفا من مهامه الحزبية، وبرر الحزب موقفه هذا بسبب مخالفته لقوانين الحزب وأنظمته ولوائحه، ومساسه بمبادئه وأهدافه وخرج عن خططه وبرامجه، كما أنه أضر بمصالحه الحزب وعصى مقرراته، بعد استنفاد الوزير الوفا لمهلة 24 ساعة التي منحت له ليخضع لقرار مجلس الحزب، والقاضي بتقديم جميع وزراء الحزب لاستقالتهم من حكومة الأمين العام لحزب العدالة والتنمية عبد الإله بنكيران.

## وفاته
توفي يوم الأحد 27 ديسمبر 2020، الموافق 12 جمادى الأولى 1442 ه، بمستشفى الشيخ زايد في الرباط عن عمر ناهز 72 عامًا إثر إصابته بمرض فيروس كورونا 2019.